# Mariel Vázquez
Mariel Vázquez é uma bióloga matemática mexicana, especializada na topologia do DNA. É professora da Universidade da Califórnia em Davis, afiliada conjuntamente aos departamentos de matemática e microbiologia e genética molecular.

## Formação
Vázquez obteve o bacharelado em matemática pela Universidade Nacional Autônoma do México em 1995. Obteve um Ph.D. em matemática pela Universidade Estadual da Flórida em 2000, com a tese Tangle Analysis of Site-specific Recombination: Gin and Xer Systems, orientada por De Witt Sumners.

## Carreira
Vázquez foi pós-doutoranda na Universidade da Califórnia em Berkeley, de 2000 a 2005, onde pesquisou modelos matemáticos e biofísicos de reparo de DNA em células humanas com Rainer Kurt Sachs como parte do grupo de radiobiologia matemática. Foi membro do corpo docente do departamento de matemática da Universidade Estadual de São Francisco de 2005 a 2014. Em 2014 passou a integrar o corpo docente da Universidade da Califórnia em Davis.

## Prêmios e honrarias
Em 2011 Vázquez recebeu o National Science Foundation CAREER Awards para pesquisar mecanismos topológicos de desvinculação do DNA. Em 2012 foi o primeiro membro do corpo docente da Universidade Estadual de São Francisco a receber o Presidential Early Career Award for Scientists and Engineers. Recebeu uma bolsa para análise computacional de desatamento de DNA do National Institutes of Health em 2013. Em 2016 foi escolhida para o Prêmio Blackwell–Tapia, concedido a cada dois anos a um matemático que fez contribuições de pesquisa significativas em seu campo, e que trabalhou para resolver o problema da sub-representação de grupos minoritários em matemática. Foi selecionada para a classe inaugural de fellows da Association for Women in Mathematics em 2017. Foi eleita fellow da American Mathematical Society na classe de 2020 "por contribuições em pesquisa e divulgação na interface de topologia e biologia molecular, e por serviço à comunidade matemática em particular aos grupos sub-representados."